# Nitrososphaera gargensis
A Nitrososphaera gargensis egy nem-patogén, kicsi gömb alakú archaea. Genomja  2,83 Mb méretű. GC-tartalma 48%. A genomja tartalmaz I-típusú CRISPR-Cas rendszert. A legjobban 46 °C-on nő. Rendelkezik ostorral.

## Fordítás
- Ez a szócikk részben vagy egészben  a   Nitrososphaera gargensis című angol Wikipédia-szócikk fordításán alapul.  Az eredeti cikk szerkesztőit annak laptörténete sorolja fel. Ez a jelzés csupán a megfogalmazás eredetét és a szerzői jogokat jelzi, nem szolgál a cikkben szereplő információk forrásmegjelöléseként.